# Karl Schwarzschild
Karl Schwarzschild ([ˈkaʁl ˈʃvaʁtsʃɪlt]) (Frankfurt am Main, 9 de outubro de 1873 — Potsdam, 11 de maio de 1916) foi um astrônomo e físico alemão e um dos fundadores da moderna astrofísica.

## Biografia
Karl foi o mais velho de seis irmãos. Seus irmãos eram Alfred, que foi um artista; Hermann, agricultor; Otto, consultor financeiro; Robert, industrial e Klara, que se casou com o astrofísico e meteorologista suíço Robert Emden. Seu pai, Moisés Martin Schwarzschild, de quem teria herdado a capacidade de trabalho, foi ativo na comunidade de negócios da cidade, e sua mãe, Henrietta Francisca Sabel, foi uma pessoa vivaz e calorosa, de quem teria herdado os traços que formariam sua personalidade. Sua grande família era conhecida por cultivar profundo interesse em arte e cultura. No entanto, Karl se tornou o primeiro da família a seguir uma carreira na ciência.

## O começo
Karl frequentou uma escola judaica até os 11 anos de idade, sendo uma espécie de criança prodígio. Seu talento se manifestou muito cedo, ao se interessar por astronomia enquanto ainda estudava no ginásio de Frankfurt. Nessa época, economizou todo o dinheiro que podia para comprar os materiais necessários para construir seu próprio telescópio. O pai de Karl conheceu o professor J. Epstein que lecionava na Philanthropim, a escola da comunidade judaica de Frankfurt, e tinha um observatório privado. Karl fez amizade com o filho do professor, Paul Epstein, dois anos mais velho, que partilhava do seu interesse por astronomia. Karl aprendeu com ele a usar um telescópio, bem como os princípios da matemática avançada.
Aos 16 anos Karl escreveu dois artigos sobre a mecânica celeste, com foco nas órbitas de estrelas binárias, e teve seus trabalhos publicados na Sociedade Astronômica em 1890.
De 1891 a 1893 Karl estudou na Universidade de Estrasburgo, onde concentrou-se em astronomia prática. Obteve seu doutorado pela Universidade de Munique em 1896, com uma tese sobre a aplicação da teoria de Poincaré da rotação de corpos estelares (estabilidade do sistema solar). Seu orientador foi Hugo von Seeliger, a quem mencionaria diversas vezes ao longo de sua vida.

## Início da carreira
De 1897 a 1899 Karl foi contratado como assistente no Observatório Kuffner, no distrito de Ottakring, em Viena, na Áustria. Foi contratado para a investigação e medição da magnitude aparente (brilho observado) de estrelas, usando placas fotográficas. Ao estudar os desvios geométricos do sistema óptico, produziu uma fórmula para calcular a densidade óptica do material fotográfico. Essa fórmula foi especialmente importante para trabalhar com medições fotográficas de intensidades fracas distantes (objetos astronômicos). O expoente dessa fórmula é conhecido hoje como "expoente de Schwarzschild".
No verão de 1899, Schwarzschild tornou-se professor na Universidade de Munique, depois de apresentar sua tese intitulada Contribuições para o tratado da fotometria de estrelas, elaborado a partir do seu trabalho no Observatório Kuffner. Escolhendo 367 estrelas para fazer suas medições, incluindo duas estrelas variáveis, ele verificou que a gama de variação das magnitudes medidas pelos seus métodos fotográficos era muito maior do que o intervalo de variação de magnitude visual. Percebeu, assim, que isso se devia às mudanças na temperatura da superfície da estrela variável por meio de seu ciclo.
É interessante notar que, em 1900, Karl já havia ponderado sobre a estrutura não-euclideana da geometria espacial, e suas ideias foram expostas na reunião da Sociedade de Astronomia da Alemanha, em Heidelberg. No mesmo ano, publicou um artigo em que deu um limite inferior para o raio (mensurável) da curvatura do espaço como 64 anos-luz (supondo um espaço hiperbólico) ou 1600 anos-luz (um espaço elíptico). Ao lidar com a pressão da radiação solar, assumiu que as caudas de cometas consistiam em partículas esféricas que atuam como refletores de luz. Assim, foi capaz de calcular o tamanho destas partículas. Ele soube instintivamente que a pressão da radiação solar tendia de alguma forma a superar a gravidade o que fazia as partículas não dispersarem a luz. Desta forma, permitiu-se deduzir que os diâmetros exatos das partículas variavam entre 0,07 a 1,5 mícrons.
Em 1902, foi nomeado professor na Universidade de Göttingen e também diretor de seu Observatório. Em Göttingen teve a oportunidade de trabalhar com algumas figuras significativas que habitavam a universidade, como os matemáticos David Hilbert, Felix Klein e Hermann Minkowski.
Schwarzschild estudou os fenômenos astrofísicos associados ao mecanismo de transporte de energia através de uma estrela por meio de radiação e produziu um importante artigo sobre o equilíbrio radioativo da atmosfera do sol. Inventou um interferômetro com múltiplas fendas e usou-o para medir a separação de sistemas duplos próximos. Durante um eclipse total do sol, em 1905, obteve espectrogramas que lhe forneceram informações sobre a composição química de várias regiões a diferentes altitudes na atmosfera solar. Mais tarde desenhou um espectrógrafo com o objetivo de determinar de uma forma mais rápida e confiável a velocidade radial das estrelas bem como seu tipo espectral, temperatura e cor.
Karl introduziu o conceito de equilíbrio radioativo em astrofísica e foi provavelmente o primeiro a compreender como tal processo era importante na transferência de energia em atmosferas estelares. Em 1906, Karl publicou um artigo que mostrava que estrelas já não podiam ser consideradas como um gás mantido por sua própria gravidade, mas que as questões da termodinâmica sobre a transferência de calor devido à radiação e convecção precisava ser tratada com todo o empreendimento matemático. No mesmo ano, publicou o seu trabalho sobre transferência de energia na superfície do sol.
Em 22 de outubro de 1909, casou-se com Else Posenbach, filha de um professor de cirurgia da Universidade de Göttingen. O casal teve três filhos: Agathe Schwarzschild, que viria a se tornar professora de Literatura, Martin que seguiria os passos do pai, tornando professor de astrofísica em Princeton, e Alfred Schwarzschild.
Logo após seu casamento, ao final de 1909, Schwarzschild deixou Göttingen para assumir o cargo de diretor do Observatório de Astrofísica de Potsdam. Este foi o posto mais prestigioso disponível para um astrônomo na Alemanha e ele ocupou a posição com grande sucesso, sendo mencionado por Arthur Eddington: “...Para um homem de seus amplos interesses em todos os ramos da matemática e da física, estar nestas imediações deve ter sido muito agradável...”.
Em 1910, teve a oportunidade de estudar fotografias do retorno do cometa Halley, tiradas por uma expedição de Potsdam a Tenerife.
Em 1913, foi eleito membro da Academia Prussiana de Ciência em Berlim.
Logo depois, em 1914, a Europa foi assolada com a eclosão da I Guerra Mundial. Schwarzschild ingressou no exército alemão como voluntário, apesar de estar acima dos 40 anos de idade. Atuou em ambas as frentes, oriental e ocidental, chegando à patente de tenente da divisão de artilharia. Serviu na Bélgica, onde foi encarregado de uma estação meteorológica local, e na França, onde produziu cálculos da trajetória de mísseis.
Enquanto servia na Rússia, apesar de sofrer de uma rara doença de pele, muito dolorosa (pênfigo), ele conseguiu escrever três trabalhos fundamentais: dois contendo as soluções exatas para as equações de campo de Einstein da Teoria Geral da Relatividade, a nova teoria do espaço-tempo e gravitação, e um sobre a teoria quântica de Planck. Seus trabalhos sobre a Teoria Geral da Relatividade deram a primeira solução exata para as equações de campo de gravitação no espaço vazio em torno de massas esféricas de Einstein. A solução que leva o seu nome (métrica de Schwarzschild) envolve, na verdade, uma ligeira modificação da solução original de Einstein. Além disso, Karl foi o primeiro cientista a introduzir o formalismo lagrangiano (de Joseph Louis Lagrange, matemático italiano) no campo eletromagnético.
Schwarzschild foi também pioneiro no desenvolvimento da teoria de espectros atômicos proposta por Niels Bohr. Independente de Arnold Sommerfeld (físico alemão que introduziu a constante da estrutura fina), Schwarzschild desenvolveu as regras gerais de quantização, definiu a teoria completa do efeito Stark (efeito de um campo elétrico da luz) e iniciou a teoria quântica de espectros moleculares.

## Schwarzschild e Einstein
Ao receber manuscritos de Karl de 22 de dezembro de 1915, Einstein ficou agradavelmente surpreso ao saber que suas equações de campo de gravitação chegaram a admitir soluções exatas, que apesar de sua complexidade, segundo ele, foram elegantemente demonstradas por Schwarzschild de ..."uma forma tão simples...". Antes disso, o próprio Einstein era capaz apenas de produzir uma solução aproximada, dado o seu famoso trabalho em 1915 sobre o avanço do periélio de Mercúrio. Nesse artigo, Einstein, utilizou-se de um sistema de coordenadas retilíneas, a fim de aproximar o campo gravitacional em torno de uma massa esfericamente simétrica, estática, não-rotativa e não-carregada (a solução para um objeto de simetria esférica rotativa foi encontrada em 1963 por Roy Kerr, matemático neozelandês). Schwarzschild, em contraste com a abordagem inicial de Einstein, escolheu uma generalização do sistema de coordenadas polares (hoje conhecida como coordenadas de Schwarzschild) e foi, assim, capaz de produzir uma solução exata de uma forma mais elegante, de maneira um pouco mais condizente com o esplendor e a sutileza da total natureza não-euclideana da teoria geométrica de Einstein. Schwarzschild finalizou a carta dizendo "...como você vê, a guerra me tratou gentilmente o suficiente, apesar da artilharia pesada, para permitir-me ficar longe de tudo e aproveitar esta caminhada na terra de suas ideias...".

Em 1916, Einstein escreveu a famosa carta a Schwarzschild, a respeito de seu resultado obtido recentemente:
“Li a sua carta com o máximo interesse. Não esperava que se pudesse formular a solução exata do problema de maneira tão simples. Gostei muito do seu tratamento matemático sobre o assunto. Na próxima quinta-feira apresentarei o trabalho à Academia com algumas palavras de explicação”.

## Outras descobertas
Talvez ainda mais conhecido do que o seu trabalho com as soluções para a Teoria Geral da Relatividade, sejam suas contribuições para o aprofundamento da compreensão sobre o fenômeno dos buracos negros. O que agora é referido como o Raio de Schwarzschild descreve quando uma estrela entra em colapso gravitacional diminuindo a um determinado tamanho e seu potencial de atração gravitacional se torna infinito onde nem mesmo um objeto que viaja à velocidade da luz consegue escapar da área denominada horizonte de eventos (raio de ação do buraco negro/raio de Schwarzschild).Outra teoria que leva seu nome é a dos buracos de verme de Schwarzschild que, hipoteticamente, trata-se de um “atalho” no espaço-tempo onde existem duas bocas conectadas por um tubo que, se transponível, poderia levar a matéria a outro lugar do espaço, viajando mais rápido que a velocidade da luz, caracterizando uma viagem no tempo.

## Uma grande perda para a ciência
Pouco depois, Schwarzschild mandou seus dois últimos trabalhos sobre a Teoria Geral da Relatividade de Einstein e veio a sucumbir à doença de pele contraída anteriormente - o pênfigo, uma doença autoimune caracterizada pela produção de bolhas dolorosas. Na época, não havia tratamento para a doença. Assim, Schwarzschild foi liberado do serviço militar e internado em casa, em março de 1916. Morreu dois meses depois, em 11 de maio de 1916, ao 42 anos. Seu corpo foi sepultado no Stadtfriedhof de Göttingen.

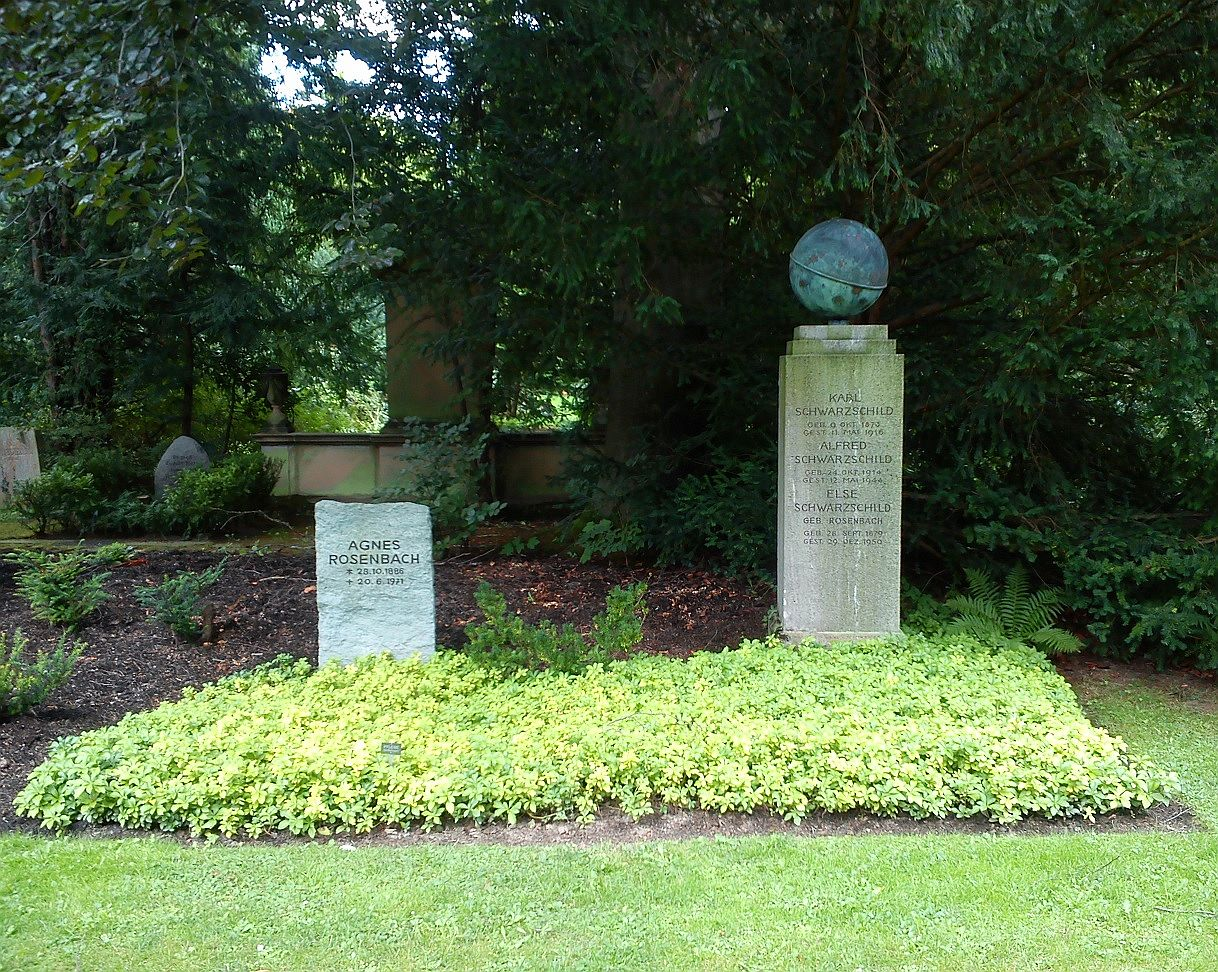
Sepultura de Karl Schwarzschild e família no Cemitério Municipal de Göttingen

Karl Schwarzschild morreu no auge de suas conquistas. Depois de sua prematura morte, seu colega cientista Arthur Stanley Eddington observou, “...a ampla gama de suas contribuições para o conhecimento sugere uma comparação com Poincaré, mas Karl Schwartzschild era duplamente mais prático. Ele encantou tanto na concepção de métodos instrumentais como nos triunfos da análise.” Além de seu trabalho em astronomia, que incluiu a mecânica celeste, a fotometria estelar observacional, sistemas ópticos, a astronomia observacional e astronomia instrumental, estrutura estelar e estatística, cometas e espectroscopia e sua excelente contribuição na Área da Teoria Geral da Relatividade, também trabalhou em eletrodinâmica e óptica geométrica (enquanto trabalhava na Universidade de Göttingen) e manteve profundo interesse pela física quântica.
As características de Karl não eram aquelas que são normalmente associadas aos cientistas. Tinha espírito de aventura e praticava esportes de inverno na Suíça. Era um alpinista entusiasmado e tinha realizado algumas das subidas mais complicadas dos Alpes. Um voo de Zeppelin foi sua última grande aventura.
Foi eleito para a Sociedade Científica de Göttingen em 1905, para a Real Sociedade Astronômica de Londres em 1919 e para a Academia Alemã de Ciências, em 1913. Recebeu honras póstumas de um observatório, fundado em 1960, em Tautenburg como instituto afiliado à Academia Alemã de Ciências, que recebeu seu nome. A dedicatória descreve-o como: "...o maior astrônomo alemão dos últimos 100 anos...". Após a reunificação da Alemanha, o Instituto foi refundado em 1992 e renomeado "Thüringer Landessternwarte 'Karl Schwarzschild' Tautenburg" ("Observatório do Estado da Turíngia 'Karl Schwarzschild' Tautenburg), que possui o maior telescópio da Alemanha. A Sociedade Astronômica Alemã estabeleceu um eleitorado especial em sua homenagem em 1959 e uma medalha Karl Schwarzschild de Astronomia. O primeiro destinatário foi seu filho Martin Schwarzschild. O asteroide 837 Schwarzschilda, descoberto em 23 de setembro de 1916 pelo astrônomo alemão Max Wolf, foi nomeado em sua homenagem, bem como a cratera de Schwarzschild na lua.

## Trabalhos
Artigos correlacionados com a Relatividade
- Über das Gravitationsfeld eines Massenpunktes nach der Einstein’schen Theorie. Reimer, Berlin 1916, S. 189 ff. (Sitzungsberichte der Königlich-Preussischen Akademie der Wissenschaften; 1916)
- Gravitationsfeld einer Kugel aus inkompressibler Flüssigkeit. Reimer, Berlin 1916, S. 424-434 (Sitzungsberichte der Königlich-Preussischen Akademie der Wissenschaften; 1916)

Outros Artigos
- Untersuchungen zur geometrischen Optik I. Einleitung in die Fehlertheorie optischer Instrumente auf Grund des Eikonalbegriffs, 1906, Abhandlungen der Gesellschaft der Wissenschaften in Göttingen, Band 4, Nummero 1, S. 1-31
- Untersuchungen zur geometrischen Optik II. Theorie der Spiegelteleskope, 1906, Abhandlungen der Gesellschaft der Wissenschaften in Göttingen, Band 4, Nummero 2, S. 1-28
- Untersuchungen zur geometrischen Optik III. Über die astrophotographischen Objektive, 1906, Abhandlungen der Gesellschaft der Wissenschaften in Göttingen, Band 4, Nummero 3, S. 1-54
- Über Differenzformeln zur Durchrechnung optischer Systeme, 1907, Nachrichten von der Gesellschaft der Wissenschaften zu Göttingen, S. 551-570
- Aktinometrie der Sterne der B. D. bis zur Größe 7.5 in der Zone 0° bis +20° Deklination. Teil A. Unter Mitwirkung von Br. Meyermann, A. Kohlschütter und O. Birck, 1910, Abhandlungen der Gesellschaft der Wissenschaften in Göttingen, Band 6, Número 6, S. 1-117
- Über das Gleichgewicht der Sonnenatmosphäre, 1906, Nachrichten von der Gesellschaft der Wissenschaften zu Göttingen, S. 41-53
- Die Beugung und Polarisation des Lichts durch einen Spalt. I., 1902, Mathematische Annalen, Band 55, S. 177-247
- Zur Elektrodynamik. I. Zwei Formen des Princips der Action in der Elektronentheorie, 1903, Nachrichten von der Gesellschaft der Wissenschaften zu Göttingen, S. 126-131
- Zur Elektrodynamik. II. Die elementare elektrodynamische Kraft, 1903, Nachrichten von der Gesellschaft der Wissenschaften zu Göttingen, S. 132-141
- Zur Elektrodynamik. III. Ueber die Bewegung des Elektrons, 1903, Nachrichten von der Gesellschaft der Wissenschaften zu Göttingen, S. 245-278
- Ueber die Eigenbewegungen der Fixsterne, 1907, Nachrichten von der Gesellschaft der Wissenschaften zu Göttingen, S. 614-632
- Ueber die Bestimmung von Vertex und Apex nach der Ellipsoidhypothese aus einer geringeren Anzahl beobachteter Eigenbewegungen, 1908, Nachrichten von der Gesellschaft der Wissenschaften zu Göttingen, S. 191-200
- K. Schwarzschild, E. Kron: Ueber die Helligkeitsverteilung im Schweif des Halley´schen Kometen, 1911, Nachrichten von der Gesellschaft der Wissenschaften zu Göttingen, S. 197-208
- Die naturwissenschaftlichen Ergebnisse und Ziele der neueren Mechanik., 1904, Jahresbericht der Deutschen Mathematiker-Vereinigung, Band 13, S. 145-156
- Über die astronomische Ausbildung der Lehramtskandidaten., 1907, Jahresbericht der Deutschen Mathematiker-Vereinigung, Band 16, S. 519-522

Transcrições em outras línguas
- On the Gravitational Field of a Point-Mass, According to Einstein's Theory, The Abraham Zelmanov Journal, 2008, Volume 1, P. 10-19
- On the Gravitational Field of a Sphere of Incompressible Liquid, According to Einstein's Theory, The Abraham Zelmanov Journal, 2008, Volume 1, P. 20-32
- On the Permissible Numerical Value of the Curvature of Space, The Abraham Zelmanov Journal, 2008, Volume 1, P. 64-73